# Puchar Świata w kombinacji norweskiej 2004/2005
Sezon 2004/2005 Pucharu Świata w kombinacji norweskiej rozpoczął się 27 listopada 2004 w fińskiej Ruce, zaś ostatnie zawody z tego cyklu zaplanowano w norweskim Oslo, 13 marca 2005 roku. 
Zawody odbyły się w 7 krajach: Austrii, Czechach, Finlandii, Japonii, Niemczech, Norwegii oraz Włoszech.
Obrońcą Pucharu Świata był Fin Hannu Manninen. W tym sezonie ponownie triumfował Manninen, wygrywając 10 z 20 zawodów.

## Kalendarz i wyniki
| Lp  | Data              | Miejscowość   | Konkurencja                                                                | 1. miejsce                                                                 | 2. miejsce                                                                 | 3. miejsce                                                                 |
| --- | ----------------- | ------------- | -------------------------------------------------------------------------- | -------------------------------------------------------------------------- | -------------------------------------------------------------------------- | -------------------------------------------------------------------------- |
| 1.  | 27 listopada 2004 | Ruka          | HS142/15km                                                                 | Ronny Ackermann                                                            | Hannu Manninen                                                             | Todd Lodwick                                                               |
| 2.  | 28 listopada 2004 | Ruka          | HS142/7,5 km                                                               | Hannu Manninen                                                             | Todd Lodwick                                                               | Ronny Ackermann                                                            |
| 3.  | 4 grudnia 2004    | Trondheim     | HS131/15 km                                                                | Ronny Ackermann                                                            | Hannu Manninen                                                             | Felix Gottwald                                                             |
| 4.  | 5 grudnia 2004    | Trondheim     | HS131/7,5 km                                                               | Ronny Ackermann                                                            | Michael Gruber                                                             | Johnny Spillane                                                            |
| 5.  | 11 grudnia 2004   | Val di Fiemme | 10km/HS134                                                                 | Zawody odwołane                                                            | Zawody odwołane                                                            | Zawody odwołane                                                            |
| 6.  | 30 grudnia 2004   | Oberhof       | HS140/15km                                                                 | Hannu Manninen                                                             | Ronny Ackermann                                                            | Felix Gottwald                                                             |
| 7.  | 2 stycznia 2005   | Ruhpolding    | HS128/7,5 km                                                               | Ronny Ackermann                                                            | Todd Lodwick                                                               | Hannu Manninen                                                             |
| 8.  | 6 stycznia 2005   | Schonach      | HS96/15 km                                                                 | Hannu Manninen                                                             | Mario Stecher                                                              | Daito Takahashi                                                            |
| 9.  | 8 stycznia 2005   | Seefeld       | HS100/7,5km                                                                | Hannu Manninen                                                             | Ronny Ackermann                                                            | Ladislav Rygl                                                              |
| 10. | 9 stycznia 2005   | Seefeld       | HS100/15km                                                                 | Hannu Manninen                                                             | Felix Gottwald                                                             | Ronny Ackermann                                                            |
| 11. | 22 stycznia 2005  | Liberec       | HS134/7,5 km                                                               | Zawody odwołane                                                            | Zawody odwołane                                                            | Zawody odwołane                                                            |
| 12. | 23 stycznia 2005  | Liberec       | HS134/7,5 km                                                               | Hannu Manninen                                                             | Kristian Hammer                                                            | Todd Lodwick                                                               |
| 13. | 29 stycznia 2005  | Sapporo       | 10 km/HS134                                                                | Hannu Manninen                                                             | Ronny Ackermann                                                            | Magnus Moan                                                                |
| 14. | 30 stycznia 2005  | Sapporo       | HS134/15 km                                                                | Hannu Manninen                                                             | Daito Takahashi                                                            | Anssi Koivuranta                                                           |
| 15. | 11 lutego 2005    | Pragelato     | HS140/3x5 km                                                               | Finlandia Antti Kuisma · Jouni Kaitainen · Hannu Manninen                  | Niemcy Sebastian Haseney · Georg Hettich · Björn Kircheisen                | Szwajcaria Andreas Hurschler · Jan Schmid · Ronny Heer                     |
| 16. | 12 lutego 2005    | Pragelato     | HS140/7,5 km                                                               | Felix Gottwald                                                             | Hannu Manninen                                                             | Björn Kircheisen                                                           |
| MŚ  | 16-27 lutego 2005 | Oberstdorf    | Kombinacja norweska na Mistrzostwach Świata w Narciarstwie Klasycznym 2005 | Kombinacja norweska na Mistrzostwach Świata w Narciarstwie Klasycznym 2005 | Kombinacja norweska na Mistrzostwach Świata w Narciarstwie Klasycznym 2005 | Kombinacja norweska na Mistrzostwach Świata w Narciarstwie Klasycznym 2005 |
| 17. | 4 marca 2005      | Lahti         | HS130/7,5 km                                                               | Hannu Manninen                                                             | Björn Kircheisen                                                           | Ronny Ackermann                                                            |
| 18. | 5 marca 2005      | Lahti         | HS130/15 km                                                                | Björn Kircheisen                                                           | Ronny Ackermann                                                            | Hannu Manninen                                                             |
| 19. | 12 marca 2005     | Oslo          | HS128/15 km                                                                | Magnus Moan                                                                | Hannu Manninen                                                             | Ronny Ackermann                                                            |
| 20. | 13 marca 2005     | Oslo          | HS128/7,5 km                                                               | Hannu Manninen                                                             | Magnus Moan                                                                | Ronny Ackermann                                                            |

## Klasyfikacje
| Lp. | Zawodnik         | Punkty |
| 1.  | Hannu Manninen   | 1466   |
| 2.  | Ronny Ackermann  | 1070   |
| 3.  | Felix Gottwald   | 677    |
| 4.  | Todd Lodwick     | 668    |
| 5.  | Magnus Moan      | 577    |
| 6.  | Björn Kircheisen | 571    |
| 7.  | Petter Tande     | 505    |
| 8.  | Daito Takahashi  | 486    |
| 9.  | Christoph Bieler | 454    |
| 10. | Mario Stecher    | 412    |

| Lp. | Zawodnik         | Punkty |
| 1.  | Hannu Manninen   | 666    |
| 2.  | Ronny Ackermann  | 484    |
| 3.  | Todd Lodwick     | 377    |
| 4.  | Felix Gottwald   | 361    |
| 5.  | Magnus Moan      | 276    |
| 6.  | Björn Kircheisen | 237    |
| 7.  | Christoph Bieler | 235    |
| 8.  | Mario Stecher    | 200    |
| 8.  | Ladislav Rygl    | 200    |
| 10. | Petter Tande     | 196    |

| Lp. | Zawodnik          | Punkty |
| 1.  | Niemcy            | 2587   |
| 2.  | Finlandia         | 2412   |
| 3.  | Austria           | 2098   |
| 4.  | Norwegia          | 1950   |
| 5.  | Stany Zjednoczone | 1166   |
| 6.  | Japonia           | 649    |
| 7.  | Francja           | 455    |
| 8.  | Czechy            | 394    |
| 9.  | Szwajcaria        | 275    |
| 10. | Rosja             | 179    |